# Marie Bouffa
Marie Rachel Eudoxie Bouffa (Comblain-au-Pont, 19 de enero de 1882 – Ravensbrück, 1 de febrero de 1945) fue miembro de la resistencia belga durante la Segunda Guerra Mundial y reconocida como Justa de las Naciones.

## Biografía
Marie Rachel Bouffa era hija de Nicolas Joseph Adolphe y Clarisse Catherine Josèphe Antoine.
En 1942, soltera y de 58 años, Bouffa era propietaria y administraba una casa de huéspedes llamada "la Ferme de la Chapelle" (La Granja de la Capilla), que formaba parte de su gran propiedad en Bélgica. El 15 de septiembre de ese año, el mando del Ejército Secreto de Bélgica envió un emisario a su comunidad, La Reid, cerca de Lieja, para establecer un grupo local para resistir a las fuerzas de ocupación alemanas. Bouffa, que no era judía, se convirtió en el primer miembro el 1 de diciembre de 1942.
Bouffa ayudó a diversas personas que huían de la opresión. Era conocida por albergar a combatientes de la resistencia, a aquellos que huían del trabajo obligatorio, a prisioneros fugados y a aviadores aliados derribados. Además de proporcionar un escondite seguro, proporcionó documentos falsos y ayudó a identificar una ruta de escape. También distribuyó obras de la prensa clandestina, transmitió inteligencia militar y almacenó armas y municiones.
A partir de agosto de 1942, Bouffa también escondió, durante dos años, a una familia judía, los siete miembros de la familia Sluchny, que habían huido de su hogar en Amberes, Bélgica, después de que las autoridades comenzaron a deportar a los judíos que vivían allí.
La familia vivía con Bouffa cuando, un día, una vecina le dijo que la Gestapo se dirigía a registrar el local. Rápidamente trasladó a los Sluchny a un pueblo vecino, Queue-du-Bois y, una vez pasado el peligro inmediato, hizo que la familia volviera a estar bajo su protección, viviendo en un edificio detrás de un gran muro en su finca.
El 17 de febrero de 1944 tuvo lugar otra búsqueda sorpresa. La familia judía logró escapar del ataque y se dirigió a otros escondites, pero Bouffa fue capturada y arrestada por la Gestapo.
Bouffa fue deportada a un campo de concentración para mujeres en el norte de Alemania, Ravensbrück, donde fue ejecutada el 1 de febrero de 1945.

## Reconocimiento
El 30 de julio de 2008, Yad Vashem la reconoció como "Eudoxie Bouffa" como Justa entre las Naciones, reconocimiento otorgado a los "no judíos que asumieron grandes riesgos para salvar judíos durante el Holocausto".